# NGC 7313
NGC 7313 est une galaxie spirale barrée située dans la constellation du Poissons austral. Sa vitesse par rapport au fond diffus cosmologique est de 5 434 ± 45 km/s, ce qui correspond à une distance de Hubble de 80,2 ± 5,7 Mpc (∼262 millions d'al). NGC 7313 a été découverte par l'astronome allemand Albert Marth en 1864.
La classe de luminosité de NGC 7313 est II et la galaxie renferme des régions d'hydrogène ionisé (HII).
Selon la base de données NASA/IPAC, NGC 7313 forme une paire de galaxies avec NGC 7314. La distance de Hubble de NGC 7314 est égale à 16,53 ± 1,20 Mpc (∼53,9 millions d'al), ce qui signifie qu'elle est bien plus proche de nous que ne l'est NGC 7313 et qu'il s'agit donc d'une paire purement optique.